# پیپ پاک‌کن

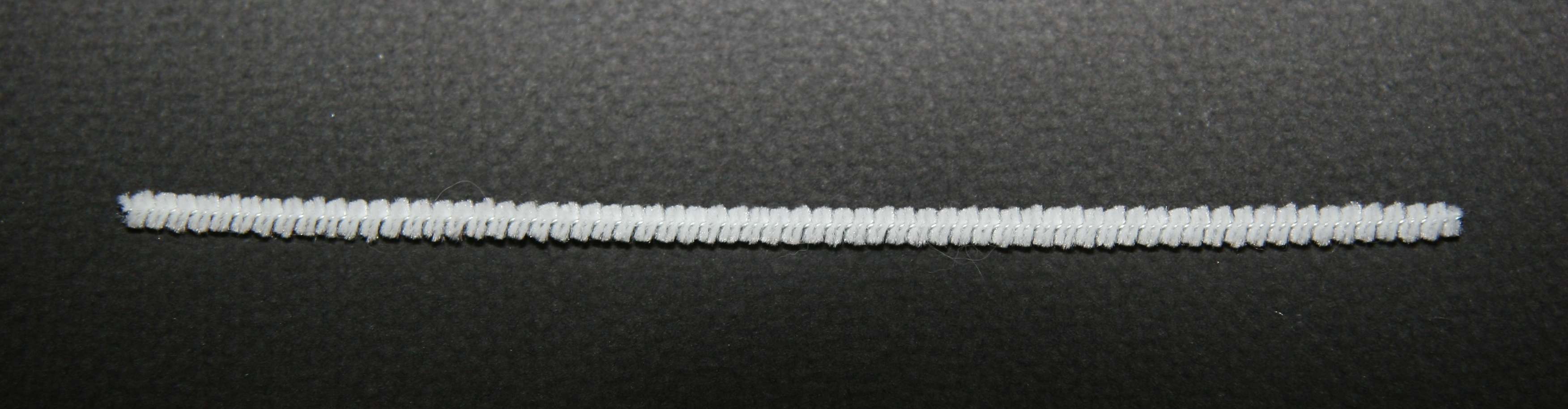

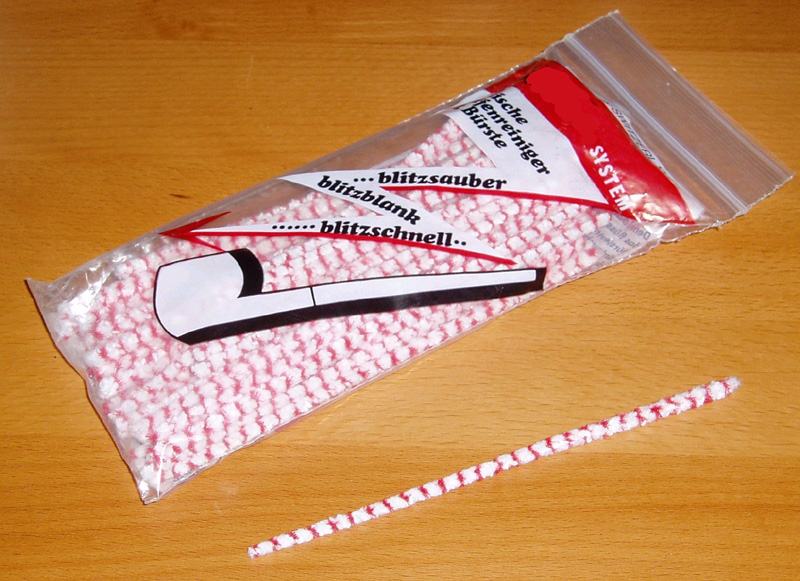

پیپ پاک‌کن وسیله‌ای است که به منظور زدودن جرم و دوده از پیپ مورد استفاده قرار می‌گیرد. این وسیله مثل تکه طنابی است که سطح آن برس مانند می‌باشد.کاربرد آن برای تمیز کردن لوله پیپ می‌باشد . 
پیپ پاک‌کن های سیگاری معمولاً از مواد جاذب استفاده می کنند، معمولاً پنبه یا گاهی اوقات ویسکوز. برس هایی از مواد سفت تر، معمولاً نایلون تک رشته ای یا پلی پروپیلن، گاهی اوقات برای تمیز کردن بهتر مواد در حال تمیز کردن اضافه می شوند. پلی استر میکروفیلامنت در برخی از پیپ پاک‌کن ها استفاده می شود زیرا پلی استر به جای جذب مایع مانند پنبه، مایع را از بین می برد. برخی از پیپ پاک‌کن ها به شکل مخروطی ساخته می شوند به طوری که یک سر آن ضخیم و یک انتهای آن نازک است. انتهای نازک برای تمیز کردن سوراخ کوچک لوله و سپس انتهای ضخیم برای کاسه یا قسمت وسیعتر است. هنگامی که از پیپ پاک‌کن ها برای اهداف تمیز کردن استفاده شود، معمولا پس از یک یا دو بار استفاده دور انداخته می شود.

## تاریخچه
پیپ پاک‌کن توسط جان هری استدمن و چارلز آنجل در اوایل دهه 1900 اختراع شد. بعداً این وسیله با اختراع احتمالاً موازی توسط یوهان پتر جوهانسون در سال 1923 به شرکت BJ Long فروخته شدند.
امروزه از پیپ پاک‌کن معمولا در پروژه های هنری و صنایع دستی استفاده می شود. پیپ پاک‌کن های مورد استفاده در صنایع دستی معمولاً با شمع های پلی استر یا نایلون ساخته می شوند و در رنگ های مختلف موجود هستند. پیپ پاک‌کن های مورد استفاده در صنایع دستی برای اهداف تمیز کردن بسیار مفید نیستند، زیرا پلی استر مایعات را جذب نمی کند.